# Christian Lammert
Christian Lammert (* 10. Januar 1969 in Offenbach am Main) ist ein deutscher Politologe.

## Leben
Lammert lehrt als Professor für die Innenpolitik Nordamerikas am John-F.-Kennedy-Institut für Nordamerikastudien der FU Berlin und ist Research Associate am Zentrum für Nordamerika-Forschung (ZENAF) der Goethe-Universität Frankfurt.
Christian Lammert promovierte 2002 mit seiner Dissertation „Regionale Bewegungen und Staatsmacht in Kanada und Frankreich“ am Fachbereich Gesellschaftswissenschaften der Universität in Frankfurt am Main. Von 2001 bis 2008 war er wissenschaftlicher Mitarbeiter am ZENAF und am Lehrstuhl Politikwissenschaft mit dem Schwerpunkt „Vergleichende Politikwissenschaft“ (Puhle).
Zu Lammerts Forschungsschwerpunkten gehören die vergleichende Politikwissenschaft, die politischen Systeme in Kanada und den USA, die vergleichende Wohlfahrtsstaatsforschung, Steuer- und Sozialpolitik, Nationalismusforschung und Multikulturalismus.
2017 ist Lammert Leiter der Sektion „Politikwissenschaft und Soziologie“ in der Gesellschaft für Kanada-Studien.

## Monographien und Sammelbände
- mit Boris Vormann: Das Versprechen der Gleichheit. Legitimation und die Grenzen der Demokratie. Campus Verlag, Frankfurt am Main 2022
- Politik in den USA. Institutionen – Akteure – Themen. Hrsg. mit Christoph M. Haas/Simon Koschut. Kohlhammer, Stuttgart 2018
- Sozialpolitik in den USA. Eine Einführung, mit Britta Grell. Springer VS, Wiesbaden 2013
- Travelling Concepts. Negotiating Diversity in Canada and Europe. Hrsg. mit Katja Sarkowsky (Konferenzpublikation einer DFG-geförderten internationalen und interdisziplinären Fachkonferenz vom April 2007), VS-Verlag 2010
- Nationale Bewegungen in Québec und Korsika 1960–2000. Campus, Frankfurt 2004
- Staat, Nation, Demokratie. Tradition und Perspektiven moderner Gesellschaften. Hrsg. mit Marcus Gräser, Söhnke Schreyer. Vandenhoeck & Ruprecht, Göttingen 2001